# ارمانو پینیاتی
ارمانو پینیاتی (انگلیسی: Ermanno Pignatti؛ ۸ اوت ۱۹۲۱ – ۳۱ اکتبر ۱۹۹۵) وزنه‌بردار اهل ایتالیا بود.
وی در مسابقات کشوری و بین‌المللی در مجموع برندهٔ ۱ مدال طلا، ۱ مدال نقره، ۴ مدال برنز شده‌است.